# Pteronotus macleayii
Pteronotus macleayii är en fladdermusart som först beskrevs av Gray 1839.  Pteronotus macleayii ingår i släktet Pteronotus och familjen bladhakor. IUCN kategoriserar arten globalt som livskraftig. Inga underarter finns listade i Catalogue of Life. Wilson & Reeder (2005) skiljer mellan två underarter.
Arten når en absolut längd av 73 till 75 mm, inklusive en 22 till 25 mm lång svans. Den har 40 till 45 mm långa underarmar samt 9 till 10 mm långa bakfötter. Den tjocka pälsen har en gråbrun, gulbrun eller orangebrun färg. På flygmembranen förekommer inga hår. Pteronotus macleayii har smala öron som slutar i en spets och som inte är sammanlänkade på hjässan. Den skiljer sig från andra släktmedlemmar i skillnader av skallens konstruktion. Dessutom är den broskiga hälsporren (calcar) längre än bakfoten.
Pteronotus macleayii förekommer på Kuba, på Jamaica och på några mindre öar i regionen. Den lever där i alla habitat.
Denna fladdermus vilar i grottor. Individerna jagar på kvällen eller på natten olika insekter. Honor har troligen en kull per år.